# Karl Neukirch
Karl Neukirch (født 3. november 1864 i Berlin, død 26. juni 1941 smst.) var en tysk atlet, som deltog i gymnastik ved de første olympiske lege i moderne tid i 1896 i Athen.
Neukirch var udlært snedker og havde været med ved den italienske gymnastikfestival i 1895, før han var med på holdet til OL i Athen. Her deltog han i øvelserne barre, reck, spring over hest og bensving. I disse individuelle øvelser fik han ikke nogen medaljer.
Til gengæld blev han dobbelt olympisk mester i holdkonkurrencerne i både barre, hvor der ud over tyskerne deltog to græske hold, og i reck, hvor tyskerne var det eneste hold.
Endelig var han tilmeldt i stangspring, men deltog ikke i denne konkurrence.